# Nania FC
El Nania F.C., también conocido como Abedi Pele's Nania Accra F.C., es un equipo de fútbol de Ghana que juega en la Primera División de Ghana, la segunda liga de fútbol más importante del país.

## Historia
Fue fundado en el año 1998 en el barrio de Legon dentro de la ciudad de Acra, y nunca ha sido campeón de la Liga de fútbol de Ghana y su único título ha sido de Copa en 2011 y un título de Supercopa en ese mismo año.
Es más recordado por los escándalos fuera del campo que por sus logros, ya que han tenido varios problemas, entre ellos el de arreglo de partidos, donde se vieron involucrados Maha Ayew (esposa de Abedi Pele y dirigente del equipo), el presidente de la Federación de Fútbol de Ghana Kwesi Nyantakyi, el director del comité disciplinario Amadu Tanko y Justice Anim Yeboah por el juego del Nania FC con el Okwawu United, por lo que fueron sancionados por 1 año de los torneos de fútbol en Ghana, sanción ocurrida en el año 2007.
Un hecho similar ocurrió con Abedi Pele, quien fue suspendido por un juego en la Primera División de Ghana en donde el Nania FC venció 31-0 al Okwahu United, al mismo día en que el Great Mariners venció 29-0 al Tudu Mighty Jets y los 4 equipos involucrados fueron multados y descendidos a la Tercera División de Ghana y todos los jugadores, directivos y cuerpo técnico fueron suspendidos de toda actividad por 1 año.
Estos escándalos fueron similares a los ocurridos en la década de los años 1970, en donde se vieron involucrados Brong Ahafo United, Advanced Stars, Akwatia Diamond Stars y Great Corinthians.
La peor parte se la llevó Maha Ayew, quien fue vetada de por vida del fútbol en Ghana.
En marzo del 2012, la CAF suspendió por 3 años de todas las competiciones organizadas por la Confederación por abandonar la Copa Confederación de la CAF 2012 antes de jugar su serie ante el FC Séquence de Guinea.

## Palmarés
- Copa de fútbol de Ghana: 1

2011
- Supercopa de Ghana: 1

2011

## Participación en competiciones de la CAF
- Copa Confederación de la CAF: 1 aparición

2012 - abandonó en la Ronda Preliminar

## Jugadores

### Jugadores destacados
- Mikael Mariano Beugré
- Kwabena Agouda
- André Ayew
- Rahim Ayew
- Ahmed Barusso
- Cofie Bekoe
- Charles Boateng
- Kofi Nti
- Ibrahim Abdul Razak
- Selorm Segbefia